# Пан Володыёвский (фильм)
«Пан Володыёвский» (пол. Pan Wołodyjowski) — польский художественный фильм режиссёра Ежи Гофмана, экранизация одноимённого произведения Генрика Сенкевича.
Фильм повествует о борьбе Польши XVII века с турецким нашествием; заключительная часть трилогии, в которую также входят фильмы «Огнём и мечом» (1999) и «Потоп» (1974).

## Описание сюжета

### Первая серия
1668 год. Шляхта съезжается на выборы короля. Старый пан Заглоба встречает своего друга Кетлинга и останавливается у него в доме. Он узнаёт, что их общий друг Володыёвский после смерти невесты ушёл в монастырь. Разгневанный Заглоба обманом выманивает Володыёвского из монастыря, и тот останавливается в доме Кетлинга. Приехавший коронный гетман Собеский призывает Володыёвского на службу, тот соглашается.
К нему приезжает сестра с двумя родственницами: Басей и Кшисей. Володыёвский завязывает роман с Кшисей. Выполняя приказ Собеского, он вместе с сотником липковской хоругви Меллеховичем отправляется на пограничье, где воюет с крымскими татарами. Тем временем приехавший Кетлинг завязывает роман с Кшисей, та отвечает ему взаимностью. Приехавший Володыёвский объясняется с Кетлингом и Кшисей и женится на Басе.
1669 год. Молодожёны отправляются на пограничье, Володыёвский назначен комендантом крепости Хрептев. Через своего слугу Халима Меллехович ведёт тайные переговоры со врагом (Османской империей) и сгорает от любви к Басе.
Приехавший на праздник старый пан Нововейский с сыном и дочерью Эвкой разоблачает сотника: Меллехович — его бывший воспитанник и слуга Азья. Мушальский узнаёт в нём сына крымского мурзы Тугай-бея. Азья Тугай-беевич разрывает рубаху — на его груди вытатуированы синие рыбы, как и у его отца.

### Вторая серия
Эвка признаётся Басе, что любит Азью. Бася решает соединить их и присоединяется к Эвке, которая уезжает под конвоем липков в крепость Рашков. Азья признаётся Басе в любви и в своём переходе на сторону крымцев, пытается ею овладеть. Бася наносит ему удар рукояткой пистолета в лицо и убегает. Выздоровевший, но изуродованный, потерявший глаз Азья сжигает Рашков, пока там нет молодого Нововейского, брата Эвки, и его отряда, зверски убивает старого Нововейского, а Эвку отдаёт на потеху ордынцам.
Молодой Нововейский предпринимает дерзкий план, его отряд перезимовывает на турецкой стороне, ожидая, что липковские татары пойдут в передовом дозоре, и что на турецкой земле они не будут ждать нападения. Ночью поляки атакуют конепасов и берут «языка», которым оказывается сам Халим. Он рассказывает, где остановился Тугай-беевич. Поляки гонят табун на лагерь липков, Нововейский захватывает в плен Азью и приказывает посадить злодея на кол. После казни Нововейский садится на коня и скачет навстречу туркам и своей смерти…
1672 год. Турецкие орды идут на крепость Каменец-Подольский. Володыёвский приезжает в крепость и предлагает жене уехать в безопасное место, Бася отвечает: «Где ты — там и я». Колонны янычар подходят к крепости и начинают окапываться. В крепости идёт совещание. Несмотря на возражения бывалых командиров, гетман Потоцкий, опираясь на поддержку епископа, передаёт власть военному совету. Володыёвский принимает командование над замками, Кетлинг — над артиллерией. Предложение епископа начать переговоры с султаном участники встречают в штыки. Необходимо выиграть время, чтобы великий гетман Ян Собеский успел собрать войско. Володыёвский и Кетлинг клянутся на кресте, что не сдадут крепость, пока живы.
На рассвете турецкие полчища идут на штурм, но поляки, сбросив на врагов бочки со смолой, обращают их в бегство. Слышно постукивание — турки пробивают под землёй минные туннели. И вот стена Нижнего замка взлетает на воздух, янычары устремляются на приступ. Начинается сабельная рубка, к защитникам приходит подкрепление. Артиллеристы на стене дают залп за залпом, Кетлинг расстреливает подбегающих турок из органных пушек. Турки снова обращаются в бегство. Володыёвский сражает искуснейшего турецкого фехтовальщика. Он говорит жене: «Если меня убьют, скажи себе — это ничего».
Осада продолжается, защитники перебрались в Верхний замок. Метким выстрелом Кетлинг подрывает вражеский пороховой склад, но это — последний успех, верховное командование сдаёт крепость. Володыёвский просит передать своей жене «Это ничего». Бася спешит к нему, но не успевает — Кетлинг взрывает пороховой погреб и замок.
Служба в костёле, товарищи прощаются с Володыёвским, ксёндз произносит речь. «Кто же защитит отчизну?» Появляется гетман Собеский. Он поднимает обломок сабли погибшего героя. Над головами шляхты, готовой защитить родину, вырастает лес сабель.
Эпилог. 1673 год. Поля Хотина. Гусарская кавалерия идёт в атаку, которая принесёт решающую победу полякам.

## В ролях
- Тадеуш Ломницкий — полковник Михал Володыёвский (советский дубляж — Юрий Леонидов)
- Даниэль Ольбрыхский — сотник Меллехович/мурза Азья Тугай-беевич (советский дубляж — Владимир Дружников)
- Магдалена Завадска — Барбара Езорковская/Володыёвская (Бася) (советский дубляж — Роза Макагонова)
- Мечислав Павликовский — пан Заглоба (советский дубляж — Николай Граббе)
- Ханка Белицкая — Маковецкая (советский дубляж — Евгения Мельникова)
- Барбара Брыльска — Кристина Дрохоювская (Кшися) (советский дубляж — Мария Кремнёва)
- Марек Перепечко — молодой Нововейский
- Ян Новицкий — Кетлинг (советский дубляж — Олег Голубицкий)
- Ирена Карел — Эвка Нововейская (советский дубляж — Муза Крепкогорская)
- Мариуш Дмоховский — гетман Собеский (советский дубляж — Аркадий Толбузин)
- Анджей Щепковский — епископ Лянцкоронский
- Владислав Ханьча — старый пан Нововейский (советский дубляж — Владимир Ферапонтов)
- Леонард Анджеевский — Халим
- Тадеуш Шмидт — Снитко (советский дубляж — Николай Бармин)
- Богуш Билевский — полковник
- Витольд Скарух — монах

Фильм дублирован на киностудии «Мосфильм». Режиссёр дубляжа — Александр Алексеев.

## Съёмки
Фильм, являющийся завершением трилогии, снят раньше остальных её частей. Роль Азьи Тугайбеевича в фильме «Пан Володыёвский», Анджея Кмицица в фильме «Потоп» и Тугай-бея в фильме «Огнём и мечом» исполняет один и тот же актёр — Даниэль Ольбрыхский. Тадеуш Ломницкий сыграл пана Володыёвского и в фильме «Потоп», являющемся экранизацией второй части трилогии Сенкевича.